# Juan Manuel Tellategui
Juan Manuel Tellategui (Zárate, Buenos Aires, 24 de noviembre de 1980) es un actor argentino, que actualmente vive en San Pablo, Brasil.

## Carrera

### Cine
Actuó en Divã 2 (2015), de Paulo Fontenelle, con grabaciones en Río de Janeiro.
Actuó en Pompeya, de Tamae Garateguy, elegida como mejor película argentina en el Festival Internacional de Cinema de Mar del Plata de 2010. El film participó además en los festivales internacionales de Río, Florianópolis, Toronto, Varsovia y La Plata.
La crítica de Florianópolis elogió el trabajo del actor en Pompeya: "La perversión en toda su inconsecuencia es escenificada por Juan Manuel Tellategui, que actúa como el mimado y drogado Alex, hijo del jefe de la mafia rusa".
Protagonizó en 2006 el film PUTO, de Pablo Oliverio.
También integró el elenco del mediometraje Las Pistas, de Sebastián Lingiardi, presentado en Bafici.

## Filmografía
- Agua dos Porcos  (2020) ...Fabián
- 30 Anos Blues (2019) (Brasil)
- Divã a 2 (2015) (Brasil)
- Pompeya (2012)

### Teatro
Integró importantes obras de la escena teatral porteña, como Frágil, dirigida por Miguel Forza de Paul. Con esta obra fue aclamado "un intérprete potente y generoso" por el diario argentino La Nación.
También actuó, entre otros, en el espectáculo Eventualmente: Acontecimiento Teatral Incierto, de Martín Otero y Manuel Méndez, que tuvo buenas críticas en Buenos Aires
Integró el grupo Teatro del Son, en Zárate, con el cual fue elegido el actor revelación en el Encuentro Regional de Teatro Comedia de la provincia de Buenos Aires.
En el Brasil, participó de estudios teatrales con importantes nombres, como José Renato, fundador del Teatro de Arena, Tiche Vianna, del Barracão Teatro, y Ingrid Dormien Koudela.
Actuó en el musical Cabaret, en el Teatro Ruth Escobar, en San Pablo, en 2013. Interpretó el personaje Ernest Ludwig, el antagónico de la obra. En 2014, la obra volvió a cartelera en el Espaço Cia. do Pássaro, en San Pablo.
En 2014, integró el elenco de la obra América Vizinha, del Grupo XIX de Teatro, con dirección de Juliana Sanches, donde interpretó Carlos Gardel.